# 邓小平南巡
邓小平南巡，又称九二南巡，其讲话中文媒體亦称为“南方谈话”（区别于1978年邓小平视察东北期间的“北方谈话”），是指1992年1月18日至2月21日期间，当时已经卸任党内外一切职务的邓小平在中国南方的深圳、珠海、广州、上海等地所做的巡视以及讲话，重申與改革開放相關的鄧小平理論，並期許廣東能按其「生产力为基础的发展观」發展經濟在20年內追上亞洲四小龍。邓小平九二南巡事件的影響極大，在中华人民共和国历史上具有重要地位，因1989年六四事件而放缓甚至停滞的中国改革开放自九二南巡後重新提速，而九二南巡还拯救了当时中国新兴的资本市场。
此事最初为香港无线新闻从大陆民众得知情况后，采访深圳官方并将事件首次披露。事后《解放日报》与《深圳特区报》的未经中共中央审核的社论，支持邓小平南巡。在《珠海特区报》对邓小平南巡细节的试水式报导后，中共中央发文意图统一媒体对邓小平南巡的表述。《深圳特区报》撰写的邓小平南巡细节文章被《光明日报》未经批准转载，得到邓小平的支持和肯定，并要求中央媒体报导。此后，邓小平的“猫论”广为流传，其它较为著名的邓小平言论还包括“发展才是硬道理”、“不搞改革开放，只有死路一条”、“胆子要大一些，敢于试验，看准了的，就大胆地试，大胆地闯”、“多干实事，少说空话，不要吹嘘自己，尤其是报刊宣传要谨慎”、“中国要警惕右，但主要是防止‘左’”、“在整个改革开放过程中都要反对腐败”、等等。另一方面，邓小平南巡并未重启因六四事件而停滞的政治体制改革，也未能消除滥权体制性腐败和减小贫富差距。
已故哈佛大学教授傅高义在《邓小平时代》一书里披露，邓小平在南巡期间曾经在珠海召开了高级军事会议，出席会议的有国家主席兼中央军委副主席杨尚昆、中央军委副主席刘华清和中央军委秘书长杨白冰，却没有中共中央总书记兼中央军委主席江泽民。会上邓小平重申：“谁不改革，谁就下台……我们的领导看上去像是在做事，但他们没做任何有用的事。” 出席会议的军队领导人的强大阵容表明，如有必要，军队高层愿意再拥护一个改革開放派的新领导人。有学者认为，迫於地方媒體壓力，使當時的中共中央總書記江澤民和國務院總理李鵬公開支持已無任何党职和公职的邓小平的改革開放政策，2月24日《人民日報》也做出響應報導；而中共中央政治局當年3月初發佈相關的正式決定，使得中共在1989年六四事件的挫折後，再次确立改革开放方向。

## 历史背景

### 八九六四事件
中共中央在1989年六四事件后，就是否继续改革开放出现意见分歧。中共改革派领袖赵紫阳因在六四事件中反对武力镇压学生和市民而被迫下台；之后，由多名保守派中共元老推举江泽民出任中共中央总书记和中共中央军委主席，新领导班子暫時只能謹慎前進。六四事件以及随后的东欧共产主义各国解体，1991年8月苏联发生后来间接导致苏联解体的八一九事件，引发政府内部对苏联戈尔巴乔夫式的社会主义改革产生疑虑。1989年中共中央发出《关于进一步治理整顿和深化改革的决定》，判定改革开放进展过快，開放政策受到質疑。

### 改革开放受阻

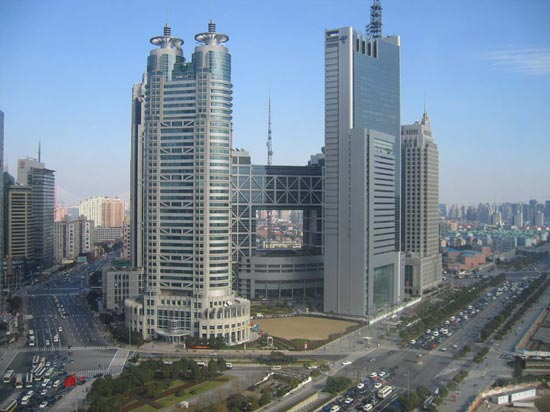
上海证券交易所（图片中央建筑）。

在国际上被孤立，西方国家缩紧对中国的高科技出口，并延長本国的中国留学生滞留期限:10。“左”的势力在“要分清两种改革开放观”的旗号下，试图把中国拉回到文革前，借政治運動來解決國内的重重矛盾。
江泽民上台后，与属于保守派的国务院总理李鹏一同执行保守的经济政策。在1990年1月的全国经济体制改革工作会议上，李鹏强调：“在治理整顿期间，一些改革措施要围绕治理整顿来进行。”所谓的“治理整顿”，实际上拖慢了经济改革的进程，并有重新转向全面公有制、這有结束改革开放的苗头。而邓小平在3月对媒体说“特别要注意经济发展速度滑坡的问题”、“确实保证这十年能够再翻一番”。
在经济层面上，1990年11月26日中国人民银行总行批准成立上海证券交易所就引发极大的争议，同年12月1日，深圳证券交易所成立。建立证券交易所資本市場的股份制，在当时的政府政策下，加上因六四事件造成的西方各國政府对中国的经济制裁，外商停止对当时尚不发达的中国的进一步投资，甚至抽逃资金。外贸出口下降，旅游业萎缩，经济下滑、市场疲软、生产萎缩。政治方面，有人提出“以反和平演变为中心”，“双重任务论”（阶级斗争和全面建设），与原本的“一个中心、两个基本点”（以经济发展为中心、坚持四项基本原则，坚持改革开放）背离，在“姓资还是姓社”背景下，存在巨大政治风险，這些驚險的纏鬥直到邓小平南巡后才顺利发展。

### 姓資姓社论战
自1991年春天起，中共上海市委机关报《解放日报》在2月15日，也即当年的农历正月初一起，使用笔名“皇甫平”，以不完整的方式在65天内发布三篇文章，内容核心为：“抚今忆昔，历史雄辩地证明，改革开放是强国富民的唯一道路！”“皇甫平”其实是《解放日报》党委书记周瑞金（1939年10月-）、《解放日報》评论部主任凌河和上海市委政研室处长施芝鸿（1951年7月-）组成的三人小组使用的笔名，上司是中共上海市委书记朱镕基，其幕后操纵者是邓小平。对此，在京媒体《当代思潮》发表批评文章，强调分清资本主义与社会主义的重要性。此后，《高校理论战线》、《求是》、《光明日报》等纷纷发文批评“皇甫平”的理论。
在“皇甫平”发文期间，朱镕基升任国务院副总理。在其调任中央之初，有人暗喻其为某“中国的戈尔巴乔夫”、“走资本主义道路的改革派”。甚至《人民日报》社社长高狄，在1991年9月1日的社论中连写两句“要问姓社姓资”。

## 巡前准备
1992年1月3日，中共中央办公厅派出三人小组到了广州，筹备邓小平来南方的工作，中共广东省委副秘书长陈开枝负责接待。三人小组均为军中人士，其中一人是邓小平办公室的张宝忠。最初三人小组提出的巡视方案是深圳-珠海-深圳-上海，陈开枝建议加入珠三角地区。经过七天时间的实地考察和安排，他们制订了深圳-珠海-珠江三角洲-广州-上海的路线安排，上报后得以确定。
原定到北京参加全国宣传部长会议的原深圳宣传部长杨广慧，在1月18日接到通知要等邓小平到来。

## 南巡经历
1992年1月17日，邓小平、鄧楠等乘坐专用列车从北京出发。列车上没有一个新闻记者，但有3个中央新闻纪录电影制片厂摄影师。

### 武昌
18日上午10点31分，列车到达武昌火车站，中共湖北省委书记关广富、湖北省省长郭树言、中共湖北省委副书记兼中共武汉市委书记钱运录特地迎接。邓和数人就在月台上一边来回走动一边聊天，半小时后邓小平上车。关广富、郭树言、钱运录随后在武昌火车站贵宾厅，由钱运录作笔录将谈话内容记下。他的讲话归纳为4点，一：只有改革开放才能救中国，胡耀邦、赵紫阳在经济工作上的成绩应该肯定。二：发展才是硬道理，不要争论社会主义和资本主义。三：经济发展要保持一定速度。四：左的思想影响恶劣，谁不改革谁下台。最后邓小平要求将自己的话原汁原味地转告给北京当局。

### 長沙
18日下午4时，列车到达长沙火车站，停留10分钟。中共湖南省委书记熊清泉上前迎接，并在月台上对邓小平简单报告了长沙年内的情况。

### 深圳
1月19日上午9时，列车抵达深圳火车站。中共广东省委书记谢非、中共深圳市委书记李灏、深圳市长郑良玉等人迎接。在宾馆休息一会后，当天邓小平在邓楠与领导们一同参观深圳。第二天邓小平在省、市负责人的陪同下，到深圳国贸大厦参观。当其下楼到达一楼大堂的时候，受到人们的鼓掌欢呼。邓办主任王瑞林特地嘱咐警卫人员，在邓小平出现在公开场合时，尽量让邓小平与民众见面。随后，邓小平参观先科激光公司。
20日中午，中共深圳市委宣传部外宣处处长、深圳市政府新闻发言人黄新华接到香港无线新闻的咨询电话，称接报邓小平在深圳的消息，希望予以证实。黄新华请示中共深圳市委宣传部副部长吴松营后，答复：“深圳经济特区是邓小平同志亲自倡导建立的，党和国家领导人经常来深圳走走看看，视察工作是很正常的事情。”当天中午1时，无线新闻报导时放出此录音。此时，对邓小平到达深圳的活动及目的，受中共中央管制的媒体无一家报导此事。这部分是由于1989年11月的中共十三届五中全会后，邓小平辞去一切党和国家领导职务，完全退休，并自己提出要求对自己的活动不再作公开宣传报道。港澳和海外媒体对此事传开，这在社会上引发谣言称邓小平在南方批评北京。时任深圳市委宣传部副部长的吴松营，向李灏和市委副书记厉有为提议发布消息平息谣言。李灏和厉有为向王瑞林汇报时提出建议，王瑞林称李可以亲自询问。李灏向邓小平咨询，邓以“不破这个例”回应。
21日，邓小平来到华侨城，参观中国民俗文化村和锦绣中华微缩景区。次日上午，邓小平到仙湖植物园游览，并植树。下午3点，邓小平在迎宾馆与深圳市委、市政府、市人大、市政协、市纪委的负责人会面合影后，鼓励他们“改革开放胆子要大一些”。23日上午9点，邓小平在谢非等人陪同下乘坐海关902号缉私船到珠海特区。

### 珠海

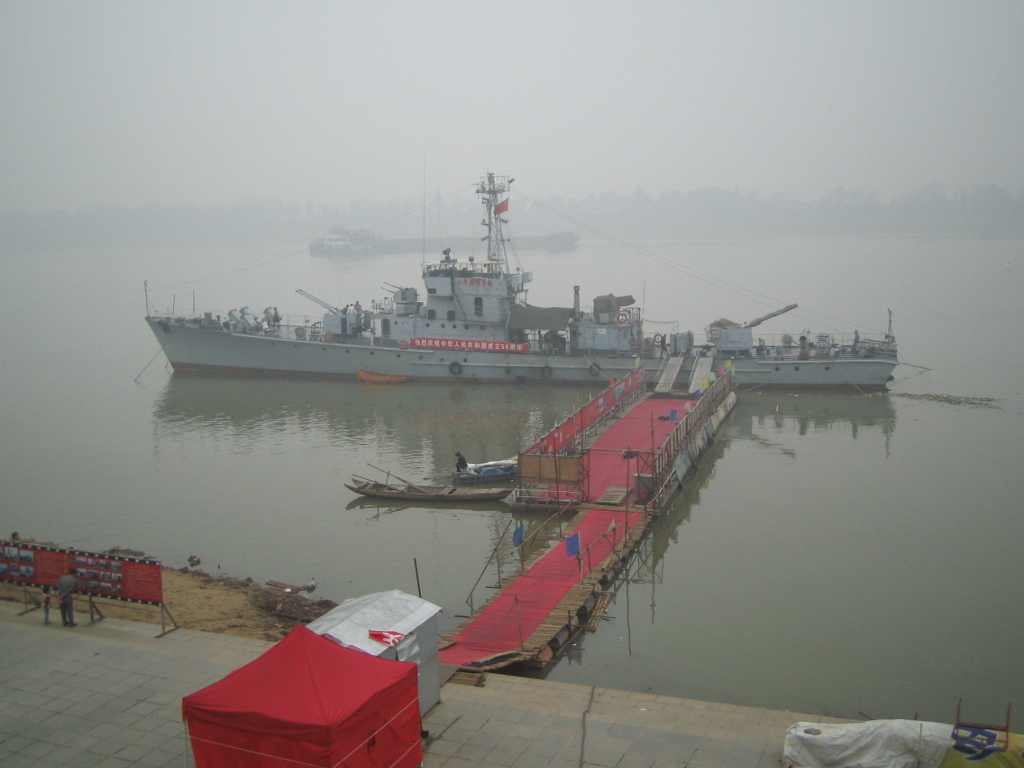
邓小平视察时乘坐的宁明号猎潜艇，由此得名“光荣之舰”。

在23日去珠海的途中，谢非向邓小平简单介绍了广东目前的情况，邓对广东的成绩作出肯定，称“广东在改革开放中起了龙头作用，今后还要继续发挥龙头作用。广东要上几个台阶，争取用20年赶上亚洲‘四小龙’。”到达珠海后，邓立刻参观珠海市容。次日，邓小平参观珠海经济特区生化制药厂。25日参观亚洲仿真控制系统工程有限公司，并再次强调科学技术是第一生产力。随后他到达拱北地区的粤海大厦参观，并受到群众欢迎。在该处，邓提出“谁反对改革，就让谁睡觉去好了。”27日，邓小平参观江海电子公司。29日下午离开珠海，经中山、顺德等地至广州。
邓小平在珠海召开了高级军事会议，出席会议的有军委副主席杨尚昆、刘华清和军委秘书长杨白冰，绕过军委主席江泽民。会上邓小平重申：「谁不改革，谁就下台……我们的领导看上去像是在做事，但他们没做任何有用的事。」出席会议的军队领导人的强大阵容表明，如有必要，军队高层愿意拥护新领导人。

### 順德
29日下午途经顺德时，邓参观了珠江冰箱厂，佛山市委书记叶谷、佛山市委副书记欧广源、顺德县委书记何敏和、顺德县长陈用志、副县长冯润胜等人陪同。

### 廣州
29日下午5时40分，邓乘坐的汽车到达广州东站，他在站台上简单会见了广东省和广州的负责人，然后乘坐专用列车從京廣線轉浙赣线至上海。

### 鷹潭
30日下午3点，邓小平乘坐的专列行走浙赣线至上海时，经过鹰潭站逗留半小时。邓在半小时内月台上与江西省委书记毛致用、省长吴官正了解情况，并表达其对江西的关注。

### 上海
1月31日，邓小平到达上海。2月3日晚农历除夕夜，邓小平出席上海的迎猴年新春晚会。
1992年2月4日（农历初一）上海《解放日报》发布了一篇署名为“皇甫平”的社论《十一届三中全会以来的路线要讲一百年——壬申元日感怀》，文中针对邓小平的“南方重要讲话”评论，后被视作对南巡讲话的部分主要内容的概述。
2月7日，鄧參觀南浦大桥工地。2月8日，邓小平在上海市委书记吴邦国、市长黄菊陪同下夜游浦江，在船上對年輕幹部任用發表意見。2月10日鄧與國家主席、中央军委副主席楊尚昆參觀中外合资上海贝岭微电子制造有限公司。
2月12日，邓小平参观闵行开发区与马桥镇旗忠村。2月18日元宵节，邓参观南京路的中百一店，为孙子购买铅笔和橡皮，再次受到群众的热烈欢迎。

### 南京
2月20日下午3时，邓小平专列从上海返回北京途中在南京火车站停留。在停留的半个小时内，邓与时任江苏省委书记沈达人、江苏省长陈焕友在月台上走动交谈，了解情况。

### 蚌埠
2月20日下午5时55分，专列经过安徽省蚌埠市火车站。邓在月台上停留约十分钟，向蚌埠市负责人了解华东水灾的灾情及蚌埠近年的情况。

## 著名言论

位于深圳的邓小平像以及口号“坚持党的基本路线一百年不动摇”

邓小平在南巡期间的发表了诸多广为流传的言论，并提出了“三个有利于”、“不争论”等观点。邓小平1992年的南巡谈话，被认为是继1978年“真理标准大讨论”后的第二次思想解放运动，影响深远。以下列出部分较为知名的南巡言论。
- 据官方报道，1992年1月18日，南巡的第一天，邓小平在武汉汉口火车站，曾对时任湖北省委书记的关广富提到，“空谈误国，实干兴邦！以经济建设为中心的基本路线不能动摇！要管一百年，对，一百年不动摇。”[53][54] 此后不久，作为改革开放前沿阵地的深圳蛇口工业大道，竖立起了继“时间就是金钱，效率就是生命”之后的第二块标语牌：“空谈误国，实干兴邦”[53][54]。
- “多干实事，少说空话。现在国际大家庭都很重视中国，但我们不要夸奖自己，吹嘘自己，尤其是报刊宣传要谨慎一些。有一点成绩不要到处张扬，早嘞。”[12][55]
- 猫论：“不管黑猫白猫，捉到老鼠就是好猫”，此观点并非在南巡时期才提出（最早出现在1962年），但从南巡开始在民间广泛流传。[10][56]
- 不争论：“不搞争论，是我的一个发明。不争论，是为了争取时间干。一争论就复杂了，把时间都争掉了，什么也干不成。不争论，大胆地试，大胆地闯。农村改革是如此，城市改革也应如此。”[57]:374
- “谁不改革，谁就下台。”[18][19][58][59]
- “发展才是硬道理。”[57]:377
- “‘左’带有革命的色彩，好像越‘左’越革命。‘左’的东西在我们党的历史上可怕呀！一个好好的东西，一下子被他搞掉了。右可以葬送社会主义，‘左’也可以葬送社会主义。中国要警惕右，但主要是防止‘左’。”[11][14][57]:375
- “改革开放胆子要大一些，敢于试验，不能像小脚女人一样。”[57]:372
- “在整个改革开放过程中都要反对腐败。对干部和共产党员来说，廉政建设要作为大事来抓。还是要靠法制，搞法制靠得住些。”[11][60]
- “要发达起来，穷了几千年，是时候了，不能等了。”[61]
- “中国只要不搞社会主义，不搞改革开放、发展经济，不改善人民生活，走任何一条路都是死路。”[11][62]
- “不坚持社会主义，不改革开放，不发展经济，不改善人民生活，只能是死路一条。基本路线要管一百年，动摇不得。只有坚持这条路线，人民才会相信你，拥护你。谁要改变三中全会以来的路线、方针、政策，老百姓不答应，谁就会被打倒。这一点，我讲过几次。如果没有改革开放的成果，‘六四’这个关我们闯不过，闯不过就乱，乱就打内战，‘文化大革命’就是内战。为什么‘六四’以后我们的国家能够很稳定？就是因为我们搞了改革开放，促进了经济发展，人民生活得到了改善。所以，军队、国家政权，都要维护这条道路、这个制度、这些政策。”[57]:370-371
- “判断的标准，应该主要看是否有利于发展社会主义社会的生产力，是否有利于增强社会主义国家的综合国力，是否有利于提高人民的生活水平。”[57]:372
- “计划多一点还是市场多一点，不是社会主义与资本主义的本质区别。……社会主义的本质，是解放生产力，发展生产力，消灭剥削，消除两极分化，最终达到共同富裕。”[57]:373
- “抓住时机，发展自己，关键是发展经济。”[57]:375
- “要坚持两手抓，一手抓改革開放，一手抓打擊各種犯罪活動。这两只手都要硬。……两个文明建设都要超過他們（亞洲「四小龍」），这才是有中国特色的社会主义。”[57]:378
- “中国要出问题，还是出在共产党内部。对这个问题要清醒，要注意培养人，要按照‘革命化、年輕化、知識化、專業化’的标准，选拔德才兼备的人进班子。……真正关系到大局的是这个事。”[57]:380

## 各界反应
邓小平的南巡与演講使中国重新步入改革开放的轨道。

### 媒体

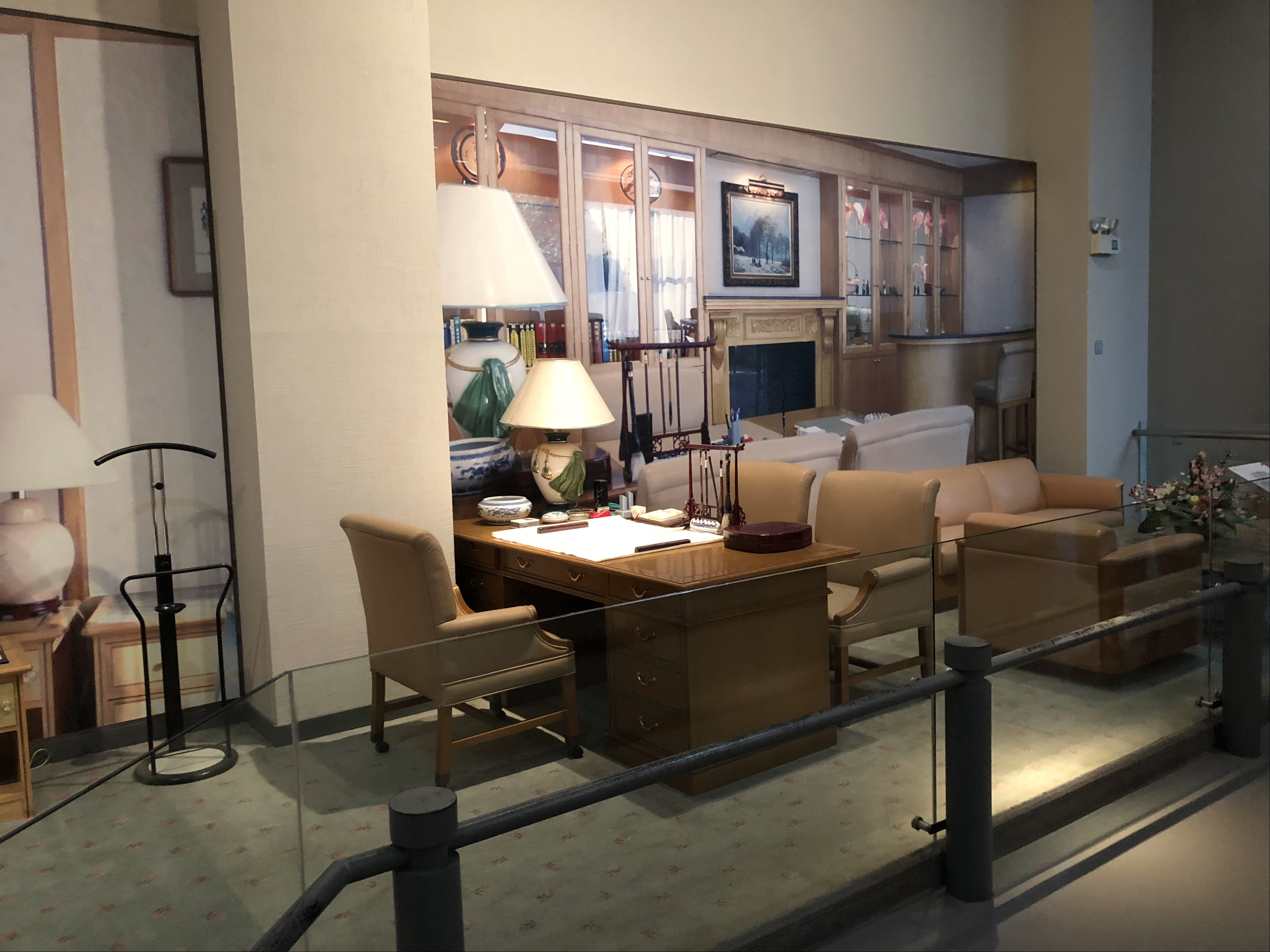
邓小平1992年南巡深圳时下榻于深圳的迎宾馆桂园楼

1992年2月12日邓小平尚在上海期间，中共深圳市委建立“学习宣传邓小平重要谈话精神写作组”，深圳市委常委、宣传部长杨广慧为负责官员，《深圳特区报》副总编王初文为组长；成员包括《深圳特区报》的陈锡添、钱汉江，深圳市委办公厅的于德江、深圳市委宣传部理论处的刘明如等人。小组成员在深圳迎宾馆桂园别墅进行封闭式写作，杨广慧白天在宣传部上班、晚上到小组成员工作处指导。小组从2月20日至3月6日连续在《深圳特区报》以“本报编辑部”名义发表八篇评论：《扭住中心不放》、《要搞快一点》、《要敢闯》、《多干实事》、《两只手都要硬》、《共产党能消灭腐败》、《稳定是个大前提》、《我们只能走社会主义道路》，后又被称之为“猴年八评”。
2月18日，深圳市委宣传部副部长吴松营通过市委宣传部新闻处找到香港《文汇报》驻深圳记者站站长林以栋，称《深圳特区报》将要根据邓小平南方谈话精神发表系列评论文章，询问是否需要转载并得到正面回应。后来香港《大公报》也主动联系要求转载，日本共同社、英国BBC、新加坡《联合早报》等通过各种关系索要《深圳特区报》“猴年新春评论”的传真稿。
其后不久，国内的《光明日报》、《经济日报》、《人民日报》开始有选择地转载《深圳特区报》猴年新春评论的部分文章。3月3日，时任中央政治局委员、国务院副总理邹家华的办公室直接致电深圳特区报社，要求将《深圳特区报》已经发表的“猴年新春评论”传真给他，供下午开会使用；《深圳特区报》将已发表的四篇、以及第五篇未经校正的样文传真给他。
2月21日，《珠海特区报》头版发文《巨大的鼓舞，亲切的关怀——小平同志视察珠海经济特区》为题，描述其珠海段的经过，印有邓小平视察珠海的大幅照片，并有千字通讯《邓伯伯，您好！》。这是境内对邓小平南巡具体活动的最早报道。《珠海特区报》为此受到上级政府批评，指其未经许可发表此类文章。
2月28日，中共中央当年的2号文件下达，指示媒体对邓小平一行的发文格式。3月26日，一万多字的《东方风来满眼春——邓小平同志在深圳纪实》一文在《深圳特区报》发表，描述邓小平在深圳视察的细节；3月30日，《光明日报》未经上级批准转载此文并受到批评，邓小平在读报时看到此文，邓小平办公室要求新华社发通稿。3月30日上午11点，深圳电视台接到中国中央电视台通知，要求调用邓小平在深圳的电视资料；当晚，新华社全文转载《东方风来满眼春》，中央人民广播电台全文播发，中央电视台在《新闻联播》后配上邓小平的深圳视察片段全文播放。3月31日，《人民日报》以及中国大陆几乎所有当天发布的报纸都在头版转载这篇报道。

### 中共中央
4月1日，即将到日本访问的中共中央总书记江泽民在会见日本驻华记者时，被问及对《东方风来满眼春》一文的评价答：“现在发表邓小平同志视察深圳的报道，可以使全国人民更好地了解他的谈话精神，以便全面地贯彻落实。”这是中共中央领导人首次对邓小平南巡的公开回应。
在中共十四大会议上，“建设有中国特色社会主义的理论”和“基本路线”（即经济建设为中心，坚持四项基本原则，坚持改革开放）被写进中共党章，中共还第一次提出了建立社会主义市场经济体制的改革目标。

### 学术研究
哈佛大学的傅高義教授认为：邓小平南巡是北京强有力的领导人在试图达到其他一些领导人并不赞同的目标上，会获得特定区域的更有力的支持。同属哈佛大学的政治系教授裴宜理在《亚洲调查》发表年度观察论文《中国1992》，认为“1989年北京风波后，如果有人对中国领导人对改革开放的态度有所怀疑，这种怀疑在1992年烟消云散了。这年一开始，邓小平对深圳经济特区进行公开视察。邓小平在这次视察中宣布继续深化改革开放……这一年的发展尤其是十四大的召开证实了这种预测。”
學者趙穗生认为，邓小平南巡在初期被江澤民主導的北京和國家媒體所忽略；上海的《解放日報》發表了數篇署名“皇甫平”的文章支持並宣揚邓小平南巡的重要性及意義，才再次確認改革開放的路線，並證明當時邓小平仍是中國當時最有權力的政治人物。
學者黄朝翰认为，“南方谈话”以后中国两位数的经济增长率导致经济过热、收入差距扩大、社会矛盾加剧等，而且流入的巨额外资中相当一部分进入了大城市的投机性房地产市场。但是他认为，南方谈话的积极作用远远超过其消极影响；如果没有南方谈话，“今天的中国人不会达到比较舒适的生活水平，亦即邓小平所说的‘小康’”。

## 相关文艺作品
歌曲
- 《春天的故事》